# Benwell
Benwell est un quartier de la ville de Newcastle upon Tyne, en Angleterre. Il est situé à quelques kilomètres à l'ouest du centre-ville.

## Histoire
Benwell est situé à proximité du site de Condercum (en), l'un des forts romains du mur d'Hadrien.
La paroisse civile de Benwell est créée en 1866 et abolie en 1914 avec son rattachement à la paroisse civile de Newcastle upon Tyne.

## Personnalités liées
- L'archéologue Dorothy Liddell (1890-1938) est née à Benwell.
- L'espion William Fisher (1903-1971) est né à Benwell.